# Mutacja punktowa
Uzasadnienie: Dotyczy tego samego zagadnienia

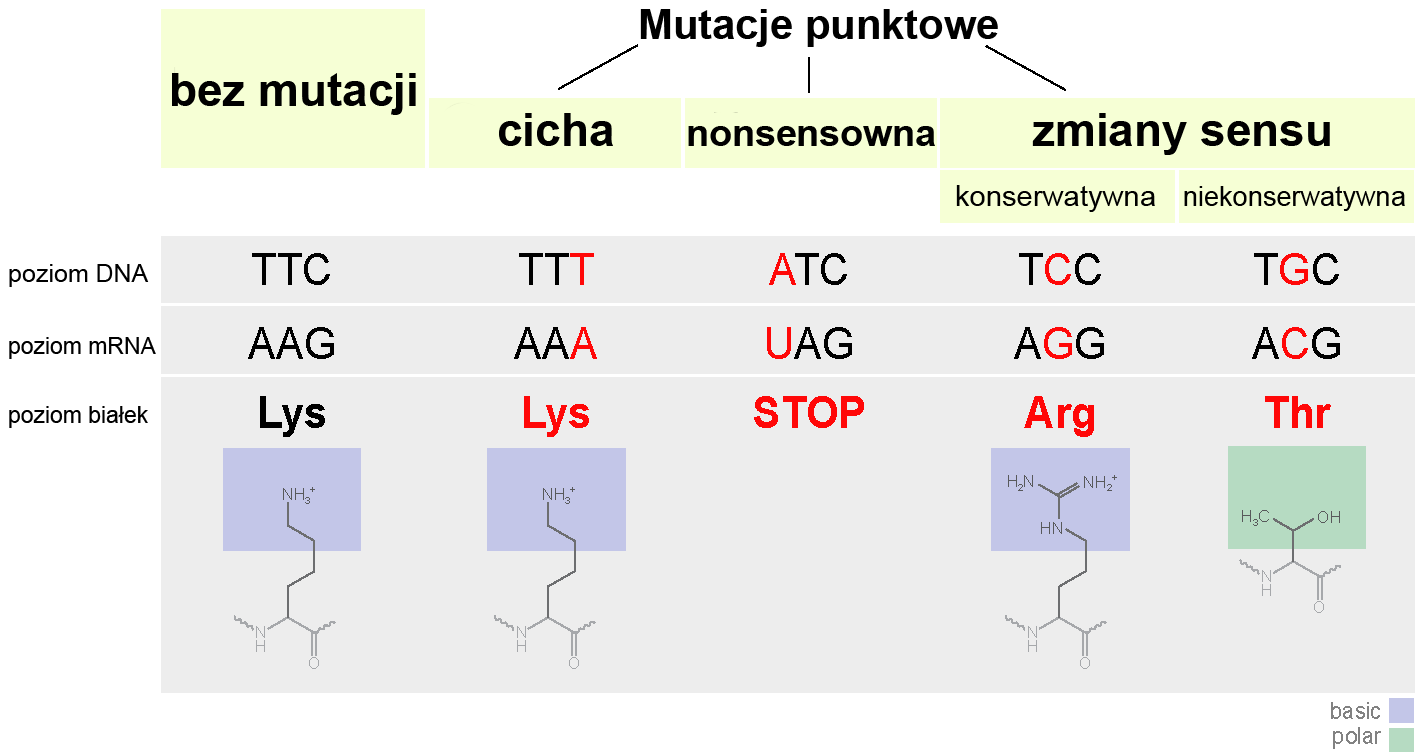
Typy mutacji punktowych wywołane przez substytucję.

Mutacja punktowa – rodzaj mutacji polegający na zmianie pojedynczego nukleotydu w DNA lub RNA.

## Podział mutacji punktowych

### Ze względu na przyczyny
Mutacje punktowe mogą powstawać w wyniku substytucji, delecji (pominięcia) lub insercji (addycji) pojedynczego nukleotydu.
Mutacja w wyniku substytucji, czyli podstawienia może mieć charakter tranzycji lub transwersji:
- Tranzycja to zastąpienie puryny inną puryną, lub pirymidyny inną pirymidyną.
- Transwersja to zastąpienie puryny pirymidyną lub pirymidyny puryną.

### Ze względu na efekty
Efekty mutacji punktowych w sekwencji kodującej można podzielić w następujący sposób:
- mutacja przesuwająca ramkę odczytu – poprzez insercję lub delecję pojedynczego nukleotydu. Wiąże się to ze zmianą całej sekwencji białka poniżej mutacji, zatem może znacząco wpływać na fenotyp.
- mutacja zmiany sensu, mutacja missensowa – typ mutacji niesynonimicznej powstającej w wyniku substytucji, w którym zmiana pojedynczego nukleotydu w kodonie powoduje zmianę aminokwasu w kodowanym białku. W zależności od położenia aminokwasu mutacja taka może, ale nie musi wpływać na fenotyp.
  - mutacja konserwatywna – powoduje zmianę aminokwasu na inny o podobnych właściwościach (np. hydrofilowość, hydrofobowość). W tym przypadku zmiana pojedynczego aminokwasu w białku nie skutkuje zmianą fenotypu[3][4].
  - mutacja niekonserwatywna – powoduje zmianę aminokwasu na inny o innych właściwościach niż u typu dzikiego. Skutkuje to utratą funkcji białka i zmianami w fenotypie[4].
- mutacja nonsensowna – zmiana pojedynczego nukleotydu w kodonie powoduje, że trójka kodująca aminokwas zmienia się w jeden z trzech kodonów stop, zatem produkowane białko jest krótsze, co zwykle prowadzi do powstania zmutowanego fenotypu. Powstaje w wyniku substytucji.
- mutacja cicha (mutacja milcząca) – zmiana nukleotydu na inny nie zmienia kodowanego przez kodon aminokwasu. Jest to przykład substytucji synonimicznej. Najczęściej zachodzi na trzecim nukleotydzie kodonu i dzięki degeneracji DNA nie wpływa na fenotyp[1].

## Konsekwencje
Mutacje punktowe mogą być przyczyną wielu chorób, m.in.:
- albinizmu;
- fenyloketonurii;
- anemii sierpowatej;
- hemofilii.

W wielu badaniach z dziedziny biochemii, biologii molekularnej oraz genetyki badacz wprowadza mutacje punktowe w genie w celu np. sprawdzenia zmian w funkcji kodowanego przez ten gen białka.